# آدو کازیانکا
آدو کازیانکا (ایتالیایی: Addo Kazianka؛ زادهٔ ۱۶ فوریهٔ ۱۹۳۶) دوچرخه‌سوار اهل ایتالیا است. وی از برندگان مرحله جیرو دیتالیا بود.